# Autoroute A71
L’autoroute A71, detta anche L'Alverne, è un'autostrada francese che collega Orléans a Clermont-Ferrand, capoluogo dell'Alvernia.